# Бретеј (Ил и Вилен)
Бретеј (фр. Breteil) насеље је и општина у северозападној Француској у региону Бретања, у департману Ил и Вилен која припада префектури Рен.
По подацима из 2011. године у општини је живело 3425 становника, а густина насељености је износила 232,99 становника/km². Општина се простире на површини од 14,7 km². Налази се на средњој надморској висини од 55 метара (максималној 71 m, а минималној 26 m).

## Демографија
| 1962. | 1968. | 1975. | 1982. | 1990. | 1999. | 2011. |
| ----- | ----- | ----- | ----- | ----- | ----- | ----- |
| 815   | 833   | 1.685 | 2.436 | 2.788 | 2.974 | 3.425 |

График промене броја становника у току последњих година